# Saharsko-nauruské vztahy
Saharsko-nauruské vztahy (respektive diplomatické vztahy mezi Nauru a Saharské arabské demokratické republiky) byly navázány 12. srpna 1981, kdy Republika Nauru uznala nezávislost Západní Sahary. Tyto vztahy však byly přerušeny 15. září 2000 (podle některých zdrojů již 3. září 2000), kdy uznání nezávislosti Nauru stáhlo a vyjádřilo plnou podporu Marocké republice, která oblasti Západní Sahary považuje za své území. Ve stejné době zároveň došlo k obchodní smlouvě mezi Marokem a Nauru, jejímž smyslem bylo obchodování s fosfáty.

## Ekonomické styky
Od roku 1995 nedošlo k žádnému obchodnímu styku mezi těmito dvěma státy.